# Evelyn Waugh
Arthur Evelyn St. John Waugh (28. října 1903, Londýn – 10. dubna 1966, Combe Florey, Taunton) byl anglický spisovatel, satirik a humorista píšící především tragické grotesky nemilosrdně kritizující tzv. vyšší společnost. Byl vrstevníkem Aldouse Huxleyho a přítelem Grahama Greena.

## Život
Narodil se jako druhý syn v rodině Arthura Waugha, redaktora a literárního kritika. Vyrůstal v literárním prostředí, jeho bratr Alec (Alexander) byl rovněž spisovatelem. Měl začít studovat na renomované Sherborne School v Dorsetu stejně jako jeho otec a bratr. Bratr Alec ale otiskl kontroverzní novelu The Loom of Youth, ve které se dotkl otázky homosexuálních vztahů na koleji a která zpochybnila renomé školy. Proto byl vyloučen a Evelyn nastoupil na přísnou anglikánskou Lancing College ve West Sussexu. Díky zdejší výchově ztratil víru, ačkoli o náboženské otázky se velmi zajímal. V letech 1922–1924 studoval historii na Hertford College v Oxfordu. Vlastní studium zanedbával a žil životem zlaté mládeže. Tuto skutečnost ilustruje Waughova odpověď na otázku, jakému sportu se během studia věnoval. Odpověděl: „Chlastal jsem za Hertford“. Studia v Oxfordu nedokončil, od roku 1925 pracoval jako učitel na Arnold House School ve Walesu. Podle svých deníků se pokusil o sebevraždu při plavání v moři. V letech 1925–1927 učil na Aston Clinton v Buckinghamshire.
V roce 1927 potkal Evelyn Gardnerovou (Evelyn Florence Margaret Winifred Gardner), vnučku významného aristokrata Henry Herberta, 4. hraběte Carnarvona. V roce 1928 se vzali. Ve stejném roce uveřejnil svou první knihu: Sestup a pád. Manželství páru, který přátelé nazývali Ten-Evelyn a Ta-Evelyn (He-Evelyn and She-Evelyn), bylo krátké a nešťastné. V roce 1930 se rozvedli a Waugh konvertoval ke katolické církvi. V roce 1937 se oženil s katoličkou Laurou Herbertovou, shodou okolností rovněž vnučkou Henry Herberta, 4. hraběte Carnarvona. Toto druhé manželství bylo šťastné, manželé měli sedm dětí, syn Auberon Waugh se stejně jako jeho otec stal spisovatelem a novinářem. Evelyn Waugh též hodně cestoval (Afrika, Jižní Amerika, Mexiko). Z těchto cest vydal několik cestopisných knih.
Po vypuknutí 2. světové války se nechal dobrovolně odvést k armádě, přestože věkem už nespadal do povinné vojenské služby, podobně jako jeho přítel Randolph Churchill, syn britského premiéra Winstona Churchilla. V roce 1940 nastoupil k námořní pěchotě. Později sloužil ve speciálních jednotkách Commandos v severní Africe (Dakar, Libye) a v roce 1941 na Krétě, dosáhl hodnosti majora. V roce 1944 byl v jednotkách vysazených v Jugoslávii a sloužil ve vojensko-diplomatické misi jako styčný důstojník v Titově partyzánském štábu. Politiku jinde obdivovaného Tita ale ostře kritizoval. Po skončení války odmítl převzít Řád britského impéria.
V roce 1956 přesídlil s rodinou z Londýna do Combe Florey, Somerset. Žil životem venkovského pána. Jeho zdraví bylo ale podlomeno alkoholem a kouřením. Podléhal také depresím, vyhledával spory. Roku 1966 zemřel na selhání srdce.
Celý život zastával konzervativní názory. I po své konverzi ke katolické víře zastával konzervativní katolické názory. Byl například velmi rozhořčen reformami druhého vatikánského koncilu v šedesátých letech.

## Dílo

### Romány
- Sestup a pád (Decline and Fall, 1928) česky 1971, 1986, přeložil Josef Schwarz
- Křehké nádoby (Vile Bodies, 1930) česky 1930 pod názvem Neřestníci, přeložila Staša Jílovská, 1973 spolu s románem Drazí zesnulí, přeložil František Jungwirth
- Černá potvora (Black Mischief, 1932) česky 2003, přeložil Vladimír Piskoř
- Hrst prachu (A Handful of Dust, 1934) česky 1936 přeložila Ma-Fa, 1976 přeložil Vladimír Pražák, název je převzat z básně Thomase Eliota
- Sólokapr (Scoop, 1938)
- Vyvěste víc vlajek (Put Out More Flags, 1942)
- Návrat na Brideshead (Brideshead Revisited, 1945), česky 1948 a 1974 pod názvem Nečekaný návrat – vzpomínky kapitána Charlese Rydera; 1994 Návrat na Brideshead, všechny překlady Jarmila Urbánková, ISBN 80-901719-0-7
- Drazí zesnulí (The Loved One, 1947), podtitul Anglo-Americká Tragédie, česky 1957 – v časopisu Světová literatura, 1973 knižně spolu s románem Křehké nádoby, přeložil František Jungwirth, 1996 vyšlo samostatně
- Helena (1950) česky 1982, přeložil Jan Čulík
- Láska mezi rozvalinami (Love Among the Ruins, 1953)
- Meč cti – válečná trilogie
  - Muži ve zbrani (Men at Arms, 1952)
  - Důstojníci a gentlemani (Officers and Gentlemen, 1955)
  - Bezpodmínečná kapitulace (Unconditional Surrender, 1961)
- Zkouška Gilberta Pinfolda (The Ordeal of Gilbert Pinfold, 1957) autobiografický román

### Cestopisy
- Labels (1930) – Středozemí
- Remote People (1931) – cesta do Addis Abeby v době korunovace císaře Haile Selassie
- Ninety-Two Days (1934) – Britská Guayana
- Waugh In Abyssinia (1936) – Afrika
- Robbery Under Law (1939) – Waughova cesta po Mexiku v roce 1938
- When The Going Was Good (1946) – výběr ze starších cestopisů
- A Tourist In Africa (1960)

### Životopisy
- Svatý Edmund Campion, kněz a mučedník (Saint Edmund Campion: Priest and Martyr) – životopis jezuitského mučedníka Edmunda Campiona (1540–1581), který působil i v Praze a Brně
- Monsignor Ronald Knox (The Life of the Right Reverend Ronald Knox, 1959)
- Rossetti, His Life and Works monografie o malíři Dante Gabriel Rossettim, jednom ze zakladatelů prerafaelismu

### Autobiografie a memoáry
- Waugh in Abyssinia (Waugh v Abyssinii 1936)
- Trochu učení (A Little Learning, 1964)